# Dominio de Terranova
El Dominio de Terranova (en inglés Dominion of Newfoundland) existió como país desde el 26 de septiembre de 1907 (antes de esta fecha tenía el estatuto de colonia británica) hasta 1949. En 1934, Terranova renunció voluntariamente al autogobierno y volvió a la situación de control directo ejercido desde Londres, siendo uno de los pocos países que ha renunciado voluntariamente al autogobierno. En 1949 se unió a Canadá para transformarse en la décima provincia de este país.

## Orígenes del Dominio de Terranova
En 1854, el gobierno británico le otorgó ''autogobierno'' a Terranova, llamado ''Gobierno responsable'' (en inglés: Responsible government). En 1855, Philip Francis Little, originario de la Isla del Príncipe Eduardo, obtuvo la mayoría parlamentaria frente a Hugh Hoyles y los conservadores. Little formó la primera administración desde 1855 hasta 1858, sin embargo, Terranova rechazó formar una confederación con Canadá en las elecciones generales de 1869.
Continuó siendo una colonia hasta que adquirió el estatus de dominio el 26 de septiembre de 1907, al igual que Nueva Zelanda, y negoció con éxito un tratado para el comercio con los Estados Unidos, pero el gobierno británico lo bloqueó tras las objeciones interpuestas por Canadá.
El Dominio de Terranova experimentó su mejor periodo bajo el primer ministro Robert Bond (en el poder desde 1900 hasta 1909) del Partido Liberal.

## Primera Guerra Mundial y años posteriores
Terranova formó un regimiento propio para luchar en la Primera Guerra Mundial. El 1 de julio de 1916, la ofensiva llevada a cabo por los alemanes eliminó la mayoría de los efectivos de ese ejército en Beaumont Hamel, en el primer día de la batalla del Somme. La deuda contraída por los gastos de la guerra condujo a un incremento del endeudamiento en el periodo de posguerra.
En la década de los años 1920, los escándalos políticos arruinaron el dominio. En 1923, el primer ministro sir Richard Squires fue arrestado acusado de corrupción. Fue liberado poco después bajo fianza, pero la comisión de Hollis Walker revisó el caso. Este hecho provocó la caída del gobierno de Squires poco después. Sin embargo, Squires subió de nuevo al poder en 1928 debido a la impopularidad de sus predecesores, el pro-capitalista Walter Stanley Monroe y (brevemente) Frederick C. Alderdice (primo de Monroe), pero se encontró gobernando un país que padecía las consecuencias de la Gran Depresión.
El Imperial Privy Council resolvió las antiguas disputas sobre las fronteras mantenidas entre Labrador y Canadá, con resultados satisfactorios para ambos (no así para Quebec, la provincia fronteriza con Labrador) con la resolución del 1 de abril de 1927. Antes de 1867, la parte norte de la costa de Quebec de la "costa de Labrador" había sido reasignada en numerosas ocasiones entre las colonias del Bajo Canadá y Terranova. Los mapas hasta 1927 mostraban la zona costera como parte de Terranova, con una frontera indefinida. La decisión del Privy Council estableció la frontera a lo largo de la línea divisoria de aguas, separando las aguas que fluían a través del territorio hacia la costa de Labrador, aunque seguía dos líneas rectas desde el río Romaine a lo largo del paralelo 52°N, y luego se desplazaba hacia el sur aproximadamente a 57° longitud oeste del golfo de San Lorenzo. Quebec siempre ha rechazado este acuerdo, basándose en el hecho de que no formó parte del mismo, y los mapas elaborados en esa provincia no reflejan esta frontera de la misma forma que las fronteras con Ontario y Nuevo Brunswick.

## El final del autogobierno (responsible government)
El 5 de abril de 1932, un grupo de 10 000 personas se manifestaron ante el Edificio Colonial (sede de la Cámara de la Asamblea) y provocaron la huida de Squires. Squires perdió las elecciones que se celebraron posteriormente, en 1932. El gobierno siguiente, dirigido de nuevo por Alderdice, solicitó ayuda al gobierno británico para que tomara el control directo del país hasta que Terranova pudiera ser autosostenible. El Reino Unido, preocupado ante la posibilidad de que Terranova incumpliera los plazos de la deuda causada por la guerra, estableció la Comisión Real de Terranova, dirigida por un lord escocés, barón Amulree. Su informe, que se hizo público en 1933, estimaba que la cultura política de Terranova era intrínsecamente corrupta y sus perspectivas económicas sombrías, y abogaba por la abolición del autogobierno en la isla, y su sustitución por una comisión del gobierno británico. Actuando según las recomendaciones del informe, el propio gobierno de Alderdice votó para que les reemplazaran en diciembre de 1933.
En 1934, el Dominio suspendió su estatus de autogobierno al ser reemplazado por la Comisión de Gobierno. Una grave depresión se mantuvo hasta que estalló la Segunda Guerra Mundial en 1939.

## Segunda Guerra Mundial
La posición estratégica de Terranova en la batalla del Atlántico, hizo que los Aliados (especialmente los Estados Unidos) construyeran muchas bases militares en ese territorio. Así pues, por primera vez después de muchos años, gran cantidad de hombres de escasa cualificación obtuvieron sus primeros sueldos trabajando en la construcción y en la zona portuaria. De la noche a la mañana, la renta nacional se duplicó mientras un boom económico tenía lugar en la península de Avalon y en menor grado, en Gander, Botwood, y Stephenville. Los Estados Unidos se convirtieron en el principal proveedor, y el dinero y la influencia estadounidenses se difundían rápidamente desde las bases militares, navales, y aéreas. La prosperidad se volvió a instalar en la industria pesquera hacia el 1943. Los ingresos fiscales, favorecidos por la inflación y los nuevos ingresos, se cuadriplicaron, aunque Terranova poseía tipos impositivos muy inferiores a los de Canadá, Reino Unido o los Estados Unidos. Para sorpresa de todos, Terranova empezó a financiar los préstamos a Londres. La prosperidad durante el periodo de guerra acabó con la larga depresión económica y reabrió el debate sobre el estatus político.

## La Convención Nacional y el Referéndum
En 1946, después de la Segunda Guerra Mundial, se celebraron unas elecciones en el seno de la Convención Nacional de Terranova para decidir el futuro de este territorio. La Convención votó a favor de llevar a cabo un referéndum para decidir si continuaban con la Comisión de Gobierno o restauraban el autogobierno (responsible government). Joseph R. Smallwood, el líder de los confederados, promovió la inclusión de una tercera opción; formar una confederación con Canadá. La Convención rechazó su propuesta, pero Smallwood no se dio por vencido, sino que por el contrario reunió más de 5000 peticiones a favor de su propuesta en tan sólo quince días, que hizo llegar a Londres mediante el presidente. El Reino Unido hizo hincapié en que no iba a conceder a Terranova más ayudas económicas y añadió como tercera opción para la votación la posibilidad que Terranova se uniera a Canadá. Después de mucho debate al respecto, se celebró un primer referéndum el 3 de junio de 1948 para decidir si debía continuar la Comisión de Gobierno, si se adquiría de nuevo el estatus de dominio, o si se unían a la Confederación Canadiense. Tres partidos participaron en la campaña para el referéndum: la Asociación Confederada de Smallwood, que hacía campaña a favor de la Confederación con Canadá, la Liga por el autogobierno (Responsible Government League) de Peter Cashin y el partido de la Unión Económica de Chesley Crosbie, que solicitaban el voto para la reedición del autogobierno. Ningún partido defendía la opción de continuar con la Comisión de Gobierno.

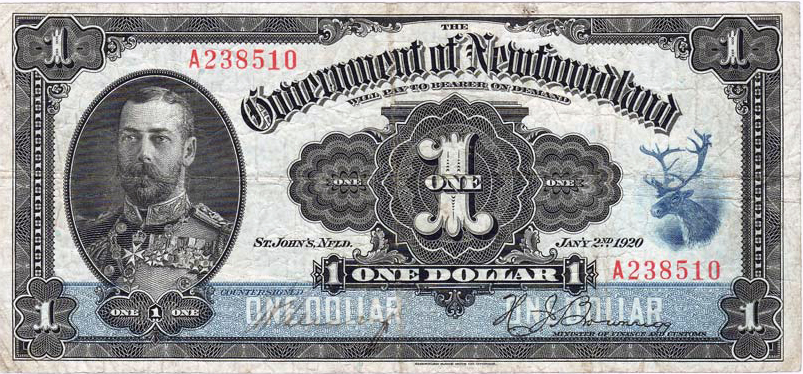
Dólar de Terranova usado en 1920.

El resultado no fue concluyente: el 44,6% de los votos apoyaban la restauración del estatus de Dominio, el 41,1% estaban a favor de la confederación con Canadá, y el 14,3% deseaban continuar con la Comisión de Gobierno. Entre el primer y el segundo referéndum hubo rumores de que algunos obispos católicos estaban utilizando su influencia religiosa para alterar el resultado de las votaciones. La Orden de Orange, indignada, solicitó a todos sus miembros que votaran a favor de la Confederación, mientras los católicos votaban a favor del autogobierno. Los protestantes de Terranova superaban en número a los católicos en una proporción de 2:1. Algunos comentaristas opinan[cita requerida] que esta división sectaria influyó enormemente en el resultado del segundo referéndum. Un segundo referéndum celebrado el 22 de julio de 1948, que proponía a los habitantes de Terranova elegir entre la confederación con Canadá o continuar con el estatus de Dominio, produjo un resultado de 52% a favor de la confederación con Canadá frente a un 48% a favor del estatus de dominio. Así pues, Terranova se unió a Canadá el 31 de marzo de 1949.
Sin embargo, no todo el mundo aceptó estos resultados. Peter Cashin, un anti-confederado declarado, cuestionaba la validez de los votos. En este sentido, manisfestaba que una "impía unión entre Londres y Ottawa" trajo consigo la confederación.